# Tillandsia 'Squatty Body'
Tillandsia 'Squatty Body' es un  cultivar híbrido del género Tillandsia perteneciente a la familia  Bromeliaceae.
Es un híbrido creado en el año 1998  con las especies Tillandsia diguetii × Tillandsia seleriana.